# Biologische variabiliteit
Biologische variabiliteit is het verschijnsel dat verschillende individuen van één soort van elkaar verschillen. 
Biologische variabiliteit kan verschillende oorzaken hebben.
- Omgeving: De vorm en de grootte van een plant kan bijvoorbeeld sterk beïnvloed worden door de hoeveelheid zonlicht en water die de plant krijgt
- Gedrag: Door training kunnen bijvoorbeeld bij mensen bepaalde spierbundels vergroot worden
- Overerving: Ieder organisme erft een andere set allelen van de ouders (met uitzondering van eeneiigie meerlingen)
- Mutaties: Mutaties zijn veranderingen in het erfelijk materiaal (DNA) van een organisme
- Epigenetica: Epigenetische factoren zorgen voor verschillen in de regulatie van de functie van het DNA

Biologische variabiliteit kan groot zijn, zo zijn er vele insectensoorten waarbij opvallend verschillende kleurtekeningen voorkomen, zoals het tweestippelig lieveheersbeestje, of heel klein, zoals bij cheeta's waarvan men aanneemt dat ze enige duizenden jaren geleden bijna uitgestorven zijn geweest en allemaal van slechts een paar voorouders afstammen. Cheeta's zijn allemaal zo verwant aan elkaar dat transplantaties onderling mogelijk zouden zijn. 
Biologische variabiliteit is voor de evolutie belangrijk omdat door de aanwezigheid van dergelijke variatie natuurlijke selectie op kan treden - sommige varianten zijn succesvoller dan andere bij de voortplanting. 